# 2019冠状病毒病安徽省疫情
| 地区                                                           | 现存确诊 | 累计确诊 | 死亡 | 治愈 |
| 安徽省                                                         | 12       | 1021     | 6    | 1003 |
| -------------------------------------------------------------- | -------- | -------- | ---- | ---- |
| 合肥市                                                         | 0        | 176      | 1    | 175  |
| 蚌埠市                                                         | 0        | 160      | 5    | 155  |
| 阜阳市                                                         | 0        | 156      | 0    | 156  |
| 亳州市                                                         | 0        | 108      | 0    | 108  |
| 安庆市                                                         | 0        | 83       | 0    | 83   |
| 六安市                                                         | 0        | 77       | 0    | 77   |
| 宿州市                                                         | 0        | 42       | 0    | 42   |
| 马鞍山市                                                       | 2        | 40       | 0    | 38   |
| 芜湖市                                                         | 0        | 34       | 0    | 34   |
| 铜陵市                                                         | 2        | 31       | 0    | 29   |
| 淮北市                                                         | 0        | 27       | 0    | 27   |
| 淮南市                                                         | 0        | 27       | 0    | 27   |
| 池州市                                                         | 0        | 17       | 0    | 17   |
| 滁州市                                                         | 0        | 13       | 0    | 13   |
| 黄山市                                                         | 0        | 9        | 0    | 9    |
| 宣城市                                                         | 0        | 6        | 0    | 6    |
| 境外输入                                                       | 4        | 7        | 0    | 3    |
| 截至2022年3月16日24时 （確診個案數據包含已痊癒病例和死亡病例） |          |          |      |      |

2019冠状病毒病安徽省疫情，介绍2019冠状病毒病疫情中，在中华人民共和国安徽省发生的情况。2020年1月21日，安徽省发现首例新冠肺炎患者。到3月8日，安徽省本地确诊数量一度清零，直至4月8日报告首例境外输入病例。截至2021年6月30日24时，安徽省累计报告本地确诊病例1001例，累计治愈出院995例，累计报告死亡病例6人；累计报告境外输入确诊病例7例，治愈出院3例，在院治疗4例。

## 时间线

### 2020年1月
2020年1月21日，合肥市衛生健康委員會通報，發現一名感染新型冠状病毒的疑似病例，该患者曾在武汉从事牛肉冷冻产品运营管理工作，1月17日从武汉驾车返回安徽。目前已在定点医院接受隔离治疗，病情平稳，密切接触者已实行医学观察。患者实验室检验结果正在按规定复核中。
1月22日16时，经国家卫生健康委确认，安徽省收到合肥市报告的首例新型冠状病毒感染的肺炎为确诊病例。另截至1月22日16时，省卫生健康委收到省内2市累计报告新型冠状病毒感染的肺炎疑似病例4例（合肥市3例，六安市1例）。 
1月23日10时，安徽省报告新型冠状病毒感染的肺炎新增确诊病例8例。其中六安市、滁州市、阜阳市、亳州市为报告首例确诊病例，合肥市新增确诊病例4例。
1月24日，安徽省报告新型冠状病毒感染的肺炎新增确诊病例6例，其中安庆市、池州市、 蚌埠市各1例，为首例确诊病例报告，合肥市、六安市、阜阳市各新增报告确诊病例1例。
1月25日，安徽省报告新型冠状病毒感染的肺炎新增确诊病例24例，其中合肥市4例、铜陵市3例、安庆市3例、马鞍山市4例、阜阳市5例、亳州市3例，芜湖市1例、滁州市1例，铜陵市、马鞍山市、芜湖市为首次病例报告。
1月26日起，铜陵市枞阳县公交车全部停运。同日，安徽省报告新型冠状病毒感染的肺炎新增确诊病例21例，其中合肥3例、马鞍山3例、阜阳3例、亳州2例、芜湖2例、宿州2例、宣城1例、六安1例、淮北1例、淮南1例、安庆1例、黄山1例。宿州市、宣城市、淮北市、淮南市、黄山市为首次病例报告。
1月27日，安徽省报告新型冠状病毒感染的肺炎新增确诊病例10例，其中芜湖3例、安庆3例、蚌埠2例、宿州1例、淮南1例。同日12时起，安徽对全省高速公路和普通公路实行交通管制。
1月28日，安徽省报告新型冠状病毒感染的肺炎新增确诊病例36例，其中阜阳11例、铜陵6例、合肥3例、芜湖3例、马鞍山3例、黄山3例、亳州2例、滁州2例、淮北1例、六安1例、宣城1例。而黄山市歙县一家6口被确诊为新型冠状病毒感染的肺炎，其中一名患者为8个月大的婴儿，属于家庭聚集性病例。
1月29日，安徽省报告新型冠状病毒感染的肺炎新增确诊病例46例，其中合肥13例、亳州7例、宿州6例、阜阳2例、六安2例、马鞍山1例、芜湖2例、安庆6例、黄山3例、宿松4例。同日，合肥市卫生健康委员会发布消息，称肥东县6人同学，1月21日在肥东聚会，后均于1月28日确诊感染新型冠状病毒。
1月30日，安徽省报告新型冠状病毒感染的肺炎新增确诊病例48例，其中合肥10例、亳州5例、宿州1例、蚌埠5例、阜阳5例、淮南4例、六安2例、马鞍山3例、芜湖3例、宣城2例、铜陵1例、池州1例、安庆4例、宿松2例。新增出院病例2例，其中合肥1例，亳州1例。
1月31日，安徽省报告新型冠状病毒感染的肺炎新增确诊病例37例，其中合肥11例、蚌埠7例、阜阳10例、六安1例、铜陵4例、池州2例、黄山2例。新增重症病例3例，其中蚌埠2例、阜阳1例。新增出院病例1例（六安）。

### 2020年2月
2月1日，安徽省报告新型冠状病毒感染的肺炎新增确诊病例60例，其中合肥9例、淮北4例、亳州5例、宿州2例、蚌埠1例、阜阳9例、滁州2例、六安4例、马鞍山8例、芜湖1例、铜陵2例、安庆13例。
2月2日，安徽省报告新型冠状病毒感染的肺炎新增确诊病例43例，新增危重病例1例，新增治愈出院2例。新增确诊病例中，亳州5例、宿州2例、蚌埠10例、阜阳12例、马鞍山5例、芜湖1例、池州2例、安庆6例。除危重病例外，均病情平稳。新增治愈出院病例中，合肥1例、亳州1例。
2月3日，安徽省报告新型冠状病毒感染的肺炎新增确诊病例68例，新增治愈出院2例。新增确诊病例中，合肥16例、淮北2例、亳州9例、宿州7例、蚌埠11例、阜阳6例、淮南1例、滁州2例、六安7例、马鞍山1例、铜陵2例、安庆4例，均病情平稳。新增治愈出院病例中，芜湖1例、宣城1例。
2月4日，安徽省报告新增确诊病例72例，新增危重病例1例，新增治愈出院7例。新增确诊病例中，合肥6例、淮北3例、亳州9例、宿州2例、蚌埠6例、阜阳14例、淮南1例、滁州3例、六安10例、芜湖5例、铜陵1例、池州4例、安庆8例，均病情平稳。新增治愈出院病例中，合肥3例、滁州2例、铜陵1例、池州1例。
2月5日，安徽省报告新增确诊病例50例，新增治愈出院6例。新增确诊病例中，合肥12例、淮北3例、亳州10例、宿州1例、蚌埠5例、阜阳5例、淮南4例、六安4例、马鞍山2例、芜湖2例、池州1例、安庆1例，均病情平稳。新增治愈出院病例中，阜阳3例、安庆3例。
2月6日，安徽省报告新增确诊病例61例，新增重症病例1例，新增治愈出院3例。新增确诊病例中，合肥11例、淮北3例、亳州8例、宿州1例、蚌埠16例、阜阳11例、六安2例、芜湖3例、宣城1例、铜陵1例、安庆4例，均病情平稳。新增治愈出院病例中，淮南2例、芜湖1例。
2月7日，安徽省报告新增确诊病例74例，新增治愈出院11例。新增确诊病例中，合肥11例、淮北5例、亳州6例、宿州2例、蚌埠24例、阜阳10例、淮南2例、六安5例、芜湖1例、铜陵2例、安庆6例，均病情平稳。新增治愈出院病例中，合肥2例、亳州3例、阜阳4例、宣城1例、铜陵1例。
2月8日，安徽省报告新增确诊病例68例，新增治愈出院13例。新增确诊病例中，合肥13例、亳州9例、宿州1例、蚌埠11例、阜阳8例、淮南7例、六安10例、马鞍山1例、芜湖2例、铜陵1例、安庆5例。均病情平稳。新增治愈出院病例中，合肥2例、蚌埠1例、阜阳2例、芜湖1例、铜陵3例、安庆3例、黄山1例。
2月9日，安徽省报告新增确诊病例46例，新增治愈出院病例12例，新增死亡病例1例。新增确诊病例中，合肥8例、淮北1例、亳州6例、蚌埠16例、阜阳5例、淮南1例、六安3例、铜陵1例、池州1例、安庆4例，均病情平稳。新增首例死亡病例，系蚌埠市一名87岁患者，1月30日确诊为新冠肺炎，入住蚌医一附院，临床为危重型。患者既往有慢性阻塞性肺疾病、高血压病3级（极高危）、冠状动脉粥样硬化性心脏病等多种疾病。经中西医结合治疗、持续机械通气、CRRT及ECMO等积极抢救，病情无明显改善，于2月8日凌晨4:19抢救无效死亡。
2月10日，安徽省报告新增确诊病例51例，新增危重病例1例，新增治愈出院病例14例，新增死亡病例2例。新增确诊病例中，合肥11例、亳州5例、宿州3例、蚌埠11例、阜阳7例、淮南1例、滁州1例、六安3例、芜湖1例、宣城1例、铜陵1例、池州3例、安庆3例，除危重病例外，其余均病情平稳。新增治愈出院病例中，淮北3例、宿州2例、阜阳2例、淮南1例、安庆6例。新增死亡病例中，蚌埠2例。同日，安徽省蚌埠市通报，在1月16日至20日举行的第二届全国青少年足球邀请赛上，浙江杭州绿城足球代表队数人感染新型冠状病毒肺炎，其中湖北籍队员武某亲属（其间来蚌观赛）确诊感染；另根据上海市发布的消息，一名新型冠状病毒肺炎确诊病例曾在安徽蚌埠观看足球赛并聚餐。
2月11日，安徽省报告新增确诊病例30例，新增疑似病例33例，新增治愈出院病例15例，新增死亡病例1例。新增确诊病例中，合肥3例、淮北1例、宿州2例、蚌埠8例、阜阳7例、淮南1例、六安2例、马鞍山1例、芜湖1例、铜陵2例、安庆2例，均病情平稳。新增治愈出院病例中，合肥4例、淮北1例、亳州2例、蚌埠1例、滁州1例、六安1例、池州2例、安庆3例。新增死亡病例中，合肥1例。
2月12日，安徽省报告新增确诊病例29例，新增危重症病例2例，新增治愈出院病例20例。新增确诊病例中，合肥7例、亳州5例、宿州3例、蚌埠7例、阜阳6例、池州1例。新增治愈出院病例中，合肥7例、宿州1例、阜阳4例、淮南2例、滁州1例、马鞍山2例、芜湖1例、宣城2例。
2月15日，合肥一女子因未戴口罩女子並在小区门口辱骂殴打防疫工作人员遭到合肥市包河區警方行政拘留7日。

### 2020年3月
3月8日，安徽省最后3名新冠肺炎确诊患者痊愈出院，至此安徽全省已无在院病例，实现清零。安徽省累计确诊新冠肺炎病例990例，累计治愈984例，累計死亡6例。

### 2020年4月
4月8日，安徽省报告首例境外输入病例，患者为46岁女性，淮北市濉溪县人，由俄罗斯入境。该患者于4月24日出院。

### 2020年11月
11月10日，阜阳市颍上县确诊一例新冠肺炎病例，系11月9日上海市通报的新冠肺炎确诊病例王某某密切接触者。11月11日12时起，颍上县慎城镇张洋小区疫情风险等级被定为中风险，直至24日12时降低为低风险。

### 2020年12月
12月26日，安徽省新增境外输入确诊病例1例。

### 2021年1月
1月21日，安徽省新增境外输入确诊病例1例。

### 2021年5月
5月13日，六安市裕安區六安世立医院發現一名新冠病毒阳性患者張某某，其后被确诊。
5月14日，合肥市新闻发布会通报，肥西县新增2例确诊病例，其中1例为六安病例張某某的同事李某某。病例李某某于5月1日从辽宁营口经大连飞至合肥，在大连曾接触入境人员；5月2日在六安市某影楼开展培训。六安病例张某某就职于该影楼，病發時的近期一直没有离开安徽，在李某某培训期间，张某某曾经听课，并与李某某共同就餐。肥西县另一例病例為李某某密切接觸者。六安市金安区浙东商贸城、裕安区百川明庭小区疫情风险等级定为中风险，并提供全员免费核酸检测；肥西县上派镇卫星社区金云国际商住楼暂定为中风险地区。同日晚，安徽省疫情防控应急综合指挥办公室召开新闻发布会，通报六安市新增1例确诊病例、1例疑似病例。新增的1例确诊病例李某，长期居住于六安市裕安区，为确诊病例张某某同事，共同接受确诊病例李某某培训。六安市新增1例疑似病例范某某，长期居住于六安市金安区，与确诊病例有接触史。安徽省委书记李锦斌在外省参加会议后驱车400多公里赶赴六安，指导督导疫情防控措施落实情况。国家卫生健康委已派出专家组前往安徽，指导开展流调溯源、核酸检测、社区防控和院感防控等工作。5月14日起，六安市启动新冠肺炎疫情控制应急预案，三区要确保三天内完成全员核酸检测任务。
5月15日，安徽省卫健委通報，5月14日安徽省报告新增确诊病例共計3例（合肥市1例，六安市2例），新增无症状感染者7人（均在六安市）。中国疾控中心流行病学首席专家吴尊友表示，安徽、辽宁本轮疫情的源头很有可能是从辽宁营口开始传播的。
5月16日，六安市新增2例確診病例，均與摄影培训活动有關。同日，六安市疫情防控应急处置指挥部决定责令裕安区西市街道响铃庵社区卫生服务站立即停业，由行政执法机关依法依规吊销其医疗机构执业许可证，对涉事有关人员暂停执业活动1年；对擅自接诊发热病人张某某的医师欧某某，涉嫌非法行医，移交司法机关，依法追究其法律责任。六安世立医院由行政执法机关责令立即停业整顿，涉事有关人员暂停执业活动1年。对医院主要负责人、分管负责人、负有责任的主管人员，责令医院分别予以处分、撤职、解聘等处理。对医院法人代表依法调查处理；责成裕安区对区卫健委主要负责人、分管负责人，立即停职，接受进一步调查处理。
5月17日，在安徽省新冠肺炎疫情防控应急综合指挥部办公室召开的新闻发布会上宣布，截至17日13时，六安市和合肥市中风险地区增加到7个。
5月18日，六安市区前往各地的客运班车暂停运营，全市群体性聚集体育活动和赛事暂停。
5月20日，六安市新增无症状感染者1例。
5月21日，安徽省新增疑似病例1例（六安市）。
5月22日，六安市新增1例确诊病例（普通型）。
5月24日，安徽省报告新增确诊病例2例（均在六安市，其中1例为无症状感染者转为确诊病例），新增无症状感染者1例（六安市）。

### 2021年6月
6月4日15时，六安市1名确诊病例出院，3名无症状感染者解除医学观察。至此，2021年5月13日以来，安徽省发现的确诊病例和无症状感染者全部“清零”。
6月28日，安徽省报告新增确诊病例2例（境外输入，均为无症状感染者转为确诊病例）。
6月30日，安徽省报告新增确诊病例2例（境外输入，其中1例为无症状感染者转为确诊病例）。

### 2021年7月
7月22日，安徽省新增本土无症状感染者1例，系南京市确诊病例顾某某（禄口机场清洁工）的丈夫。
7月24日，芜湖市发现1例禄口机场疫情关联无症状感染者，该无症状感染者已转运至定点医院进行隔离医学观察，并对其全面开展流行病学调查。芜湖市城区组织开展全员核酸检测。

### 2021年11月
11月14日，安徽省六安市霍邱县发现一例新冠病毒复阳病例。

### 2021年12月
12月15日，宿州市埇桥区报告1例确诊病例，病例常住浙江省绍兴市上虞开发区，在绍兴市上虞区云栖凤鸣建筑工地务工。

### 2022年2月
2月21日，安徽省报告新增确诊病例2例（均为境外输入）。
2月28日，安徽省报告新增确诊病例1例（境外输入）。

### 2022年3月
3月2日，安徽省报告新增确诊病例1例（境外输入）。
3月7日，安庆市迎江区接省外1名确诊病例密接者协查函。密接者为江苏连云港人，临时租住在迎江区，8日核酸检测阳性，已送至定点医院医学观察，临床专家诊断为新冠肺炎无症状感染者。
3月9日，宿州市埇桥区发现省外返乡人员核酸检测阳性，已送至定点医院医学观察，临床专家诊断为新冠肺炎无症状感染者。该感染者3月8日乘坐G1818次从上海虹桥站至宿州东站。同日，泗县发现1例新冠肺炎无症状感染者，自上海市徐汇区返回。
3月10日，安徽省报告新增确诊病例2例（均为境外输入）。
3月11日，安徽省报告新增确诊病例1例（境外输入）。
3月12日，安徽省报告新增确诊病例1例（境外输入，系无症状感染者转为确诊病例）。
3月13日，滁州市南谯区发现一名新冠病毒无症状感染者。
3月14日，安徽省报告新增确诊病例1例（马鞍山市当涂县），新增无症状感染者11例（其中亳州市蒙城县1例，马鞍山市当涂县6例、花山区3例，铜陵市铜官区1例）。
3月15日，安徽省报告新增确诊病例2例（其中铜陵市铜官区1例，马鞍山市含山县1例），无新增疑似病例，新增无症状感染者5例（其中马鞍山市当涂县2例、雨山区1例，宿州市泗县2例）。
3月16日，安徽省报告新增确诊病例1例（铜陵市义安区），新增无症状感染者10例（铜陵市义安区3例、铜官区1例，马鞍山市当涂县5例、花山区1例）。
3月17日，安徽省新增本土无症状感染者4例（铜陵市铜官区3例，马鞍山市当涂县1例），新增境外输入无症状感染者1例。
3月18日，安徽省新增无症状感染者15例（马鞍山市当涂县4例、含山县4例，铜陵市铜官区3例、义安区4例）。
3月19日，安徽省报告新增确诊病例3例（马鞍山市花山区1例，铜陵市铜官区2例，其中马鞍山市花山区1例、铜陵市铜官区1例系无症状感染者转为确诊病例），新增本土无症状感染者15例（马鞍山市当涂县3例、花山区1例，铜陵市铜官区7例、义安区4例），新增境外输入无症状感染者1例。
3月20日，安徽省新增本土无症状感染者10例（亳州市蒙城县2例、利辛县1例，铜陵市铜官区3例、义安区2例、郊区2例）。
3月21日，安徽省新增无症状感染者12例（合肥市长丰县1例，马鞍山当涂县1例、花山区2例、雨山区2例，铜陵市铜官区4例、郊区1例，安庆市宿松县1例）。
3月22日，安徽省新增无症状感染者11例（亳州市利辛县4例，铜陵市铜官区7例）。
3月23日，安徽省新增无症状感染者8例（蚌埠市怀远县2例，铜陵市铜官区4例、义安区2例）。
3月24日，安徽省报告新增确诊病例1例（芜湖市繁昌区），无新增疑似病例，新增无症状感染者24例（合肥市长丰县1例、蜀山区1例，芜湖市繁昌区2例，铜陵市铜官区15例、义安区4例，安庆市桐城市1例）。
3月25日，安徽省报告新增确诊病例1例（芜湖市繁昌区，系无症状感染者转为确诊病例），无新增疑似病例，新增无症状感染者16例（合肥市蜀山区1例，亳州市利辛县1例，蚌埠市五河县1例，芜湖市繁昌区4例，铜陵市铜官区9例）。
3月26日，安徽省报告新增确诊病例2例（均在芜湖市繁昌区），无新增疑似病例，新增无症状感染者16例（合肥市包河区1例，蚌埠市五河县1例，芜湖市繁昌区4例，铜陵市铜官区7例、义安区3例）。
3月27日，安徽省报告新增确诊病例3例（合肥市肥东县1例，淮南市凤台县1例，芜湖市繁昌区1例），新增无症状感染者35例（淮北市濉溪县1例，阜阳市颍州区1例，淮南市凤台县14例，滁州市琅琊区1例，芜湖市繁昌区12例，铜陵市铜官区6例）。
3月28日，安徽省报告新增确诊病例2例（淮南市凤台县1例，宣城市宣州区1例），新增无症状感染者16例（蚌埠市五河县1例，淮南市寿县1例，芜湖市南陵县1例、繁昌区8例、镜湖区3例、弋江区1例，铜陵市铜官区1例）。
3月29日，安徽省报告新增确诊病例3例（淮南市凤台县1例、田家庵区1例，芜湖市繁昌区1例），无新增疑似病例，新增无症状感染者31例（阜阳市颍上县1例，淮南市寿县3例、凤台县19例、田家庵区2例，马鞍山市雨山区2例，芜湖市繁昌区3例，铜陵市铜官区1例）。
3月30日，安徽省报告新增确诊病例1例（淮南市凤台县），无新增疑似病例，新增无症状感染者66例（蚌埠市龙子湖区1例，阜阳市颍上县3例，淮南市寿县1例、凤台县48例、田家庵区1例，马鞍山市当涂县2例，芜湖市繁昌区9例，铜陵市义安区1例）。
3月31日，安徽省报告新增确诊病例2例（阜阳市颍上县1例，系已报告的无症状感染者转为确诊病例，淮南市凤台县1例），新增无症状感染者49例（蚌埠市龙子湖区2例、淮上区1例，阜阳市颍上县14例、太和县1例，淮南市凤台县20例、田家庵区2例，马鞍山市当涂县2例，芜湖市繁昌区5例，宣城市宣州区1例，铜陵市枞阳县1例）。

### 2022年4月
4月1日，安徽省报告新增确诊病例1例（淮南市凤台县），新增无症状感染者55例（合肥市瑶海区3例，阜阳市颍上县2例、太和县1例、颍州区2例，淮南市寿县1例、凤台县33例、谢家集区1例，滁州市琅琊区1例，芜湖市湾沚区1例、繁昌区4例、弋江区1例、鸠江区5例）。
4月2日，安徽省报告新增确诊病例2例（淮北市相山区1例，淮南市凤台县1例），新增无症状感染者93例（蚌埠市龙子湖区1例、蚌山区1例，阜阳市颍上县11例、太和县2例、颍州区1例，淮南市寿县2例、凤台县59例，滁州市琅琊区5例、南谯区2例，六安市金安区2例，马鞍山市当涂县3例，芜湖市繁昌区1例、鸠江区1例，宣城市宣州区1例，安庆市宿松县1例）。
4月3日，安徽省报告新增确诊病例4例（阜阳市颍上县3例，均系已报告的无症状感染者转为确诊病例，淮南市凤台县1例），新增无症状感染者69例（合肥市肥西县1例，阜阳市颍上县9例、阜南县1例、太和县1例、颍东区2例，淮南市凤台县49例、谢家集区1例、八公山区1例，马鞍山市当涂县1例，芜湖市无为市2例、繁昌区1例）。
由於六安市區一服飾廠出現陽性13例，自4月4日22时起，六安市中心城区实施封控，小区封闭管理，每户家庭隔天仅限一人凭证限时外出购买生活物资。4月4日，安徽省报告新增确诊病例1例（六安市裕安区），无新增疑似病例，新增无症状感染者48例（阜阳市颍上县6例、太和县2例，淮南市寿县1例、凤台县35例、八公山区1例，芜湖市南陵县2例，宣城市宣州区1例）。
4月5日，安徽省新增无症状感染者56例（阜阳市颍上县5例、颍州区1例、颍东区2例，淮南市凤台县34例、谢家集区2例，六安市金安区7例、裕安区3例，芜湖市繁昌区1例，黄山市祁门县1例）。
4月6日，安徽省报告新增确诊病例1例（阜阳市颍上县，系已报告的无症状感染者转为确诊病例），无新增疑似病例，新增无症状感染者60例（合肥市瑶海区1例、蜀山区1例，阜阳市颍上县3例、太和县3例、颍州区10例、颍东区1例，淮南市寿县2例、凤台县34例，六安市金安区1例、裕安区4例）。当晚肥西县新冠肺炎疫情防控指挥部发布通报，无症状感染者安徽外国语学院学生郭某东存在故意隐瞒活动轨迹、编造虚假信息的违法行为，目前，公安机关正在对其立案调查。经调查，郭某东活动轨迹中，其曾8次翻墙进、出学校。此前，肥西县通报安徽外国语学院违反防疫相关规定，未严格履行疫情防控主体责任，在管理上存在重大漏洞，导致疫情传播风险，严重影响日常社会秩序。肥西县公安局依据《中华人民共和国治安管理处罚法》，对学院负责疫情防控的主管人员郭某英和直接责任人员陈某平依法行政拘留，并视情将对学院其他负责人依法追责。对故意隐瞒活动轨迹，编造虚假信息的郭某东依法追究相关法律责任。同时责令学院立即整改，加强教师、职工、学生和第三方机构服务人员管理。
4月7日，宿州市一货车司机、网约出租车司机及某高速服务区保洁人员违反疫情防控相关规定，未严格履行疫情防控个人责任，造成疫情传播风险，严重影响日常社会秩序，警方对上述人员涉嫌妨害传染病防治罪立案侦查。当日安徽省新增无症状感染者69例（宿州市埇桥区1例，阜阳市颍上县7例、太和县1例、颍州区22例、颍东区1例，淮南市凤台县16例，六安市裕安区20例，宣城市广德市1例）。
4月8日，安徽省报告新增确诊病例6例（阜阳市颍州区1例，六安市金安区1例，六安市裕安区4例，其中1例系已报告的无症状感染者转为确诊病例），新增无症状感染者65例（合肥市蜀山区1例，阜阳市颍上县2例、颍州区22例、颍东区1例，淮南市凤台县5例，六安市金安区5例、裕安区29例）。
4月9日，安徽省新增无症状感染者44例（阜阳市颍上县4例、颍州区28例，淮南市田家庵区2例，六安市金安区1例、裕安区9例）。
4月10日，安徽省报告新增确诊病例1例（阜阳市颍上县，系已报告的无症状感染者转为确诊病例），新增无症状感染者68例（合肥市包河区3例，阜阳市颍上县11例、颍州区21例，淮南市寿县1例、田家庵区1例，滁州市天长市1例，六安市金安区2例、裕安区28例）。
4月11日，安徽省新增无症状感染者61例（合肥市肥东县1例、蜀山区2例，宿州市埇桥区1例，阜阳市颍上县2例、颍州区24例，淮南市大通区1例、田家庵区1例，滁州市天长市4例、明光市1例、定远县1例，六安市裕安区20例，宣城市广德市1例、宣州区1例，黄山市祁门县1例）。
4月12日，安徽省报告新增确诊病例1例（宣城市宣州区），新增无症状感染者61例（境外输入1例，合肥市蜀山区4例、包河区1例，阜阳市颍州区18例，淮南市田家庵区2例，滁州市天长市4例，六安市金安区5例、裕安区17例，宣城市宣州区7例，黄山市祁门县2例）。
4月13日，安徽省报告新增确诊病例2例（均在滁州市明光市），新增无症状感染者48例（亳州市谯城区1例，阜阳市颍州区9例，淮南市田家庵区2例，滁州市天长市6例，六安市裕安区24例，宣城市广德市2例，铜陵市枞阳县1例，安庆市宜秀区3例）。
4月14日，安徽省新增无症状感染者47例（合肥市长丰县1例、蜀山区1例，宿州市埇桥区2例，阜阳市颍州区5例，淮南市田家庵区3例，滁州市天长市6例、定远县1例，六安市霍邱县3例、金安区2例、裕安区22例，黄山市祁门县1例）。
4月15日，安徽省新增无症状感染者44例（阜阳市颍州区2例，淮南市田家庵区1例，滁州市天长市5例、明光市2例、定远县1例，六安市金安区2例、裕安区30例，宣城市宣州区1例）。
4月16日，安徽省新增无症状感染者58例（合肥市包河区1例，阜阳市颍州区1例，淮南市田家庵区1例、潘集区1例，滁州市天长市5例、南谯区1例，六安市裕安区44例、霍邱县3例，安庆市宜秀区1例）。
4月17日，安徽省报告新增确诊病例1例（六安市霍邱县），新增无症状感染者58例（阜阳市临泉县1例，淮南市田家庵区2例、潘集区1例，滁州市天长市6例，六安市裕安区41例，芜湖市镜湖区2例、弋江区1例、鸠江区4例）。当日起合肥市在全市划定区域内开展疫情防控演练，模拟全市出现点多、面广、散发核酸检测阳性人员，参照真实场景，从区域静态管理、区域核酸检测、初筛阳性处置、生活物资保障等方面开展演练，完善应急处置能力。
4月18日，安徽省报告新增确诊病例1例（合肥市蜀山区），新增无症状感染者60例（合肥市蜀山区1例，阜阳市颍上县2例，淮南市田家庵区2例，滁州市天长市3例，六安市金安区2例、裕安区37例，芜湖市镜湖区6例、弋江区2例、鸠江区4例，安庆市宜秀区1例）。
4月19日，安徽省新增无症状感染者48例（合肥市蜀山区4例，淮南市田家庵区3例，滁州市天长市4例，六安市霍邱县5例、裕安区21例，芜湖市镜湖区6例、弋江区3例、鸠江区2例）。
4月20日，安徽省新增无症状感染者30例（合肥市蜀山区1例，宿州市泗县1例，阜阳市颍上县3例，淮南市田家庵区1例，滁州市天长市2例，六安市霍邱县6例、裕安区13例，芜湖市弋江区2例、鸠江区1例）。
4月21日，安徽省新增无症状感染者28例（合肥市蜀山区1例，阜阳市颍上县19例，淮南市田家庵区1例，六安市霍邱县5例，芜湖市鸠江区1例，安庆市望江县1例）。
4月22日，安徽省报告新增确诊病例1例（宣城市宣州区），新增无症状感染者16例（合肥市蜀山区1例，阜阳市阜南县1例、太和县4例，淮南市田家庵区1例，池州市东至县1例，安庆市太湖县1例、望江县7例）。
4月23日，合肥市疫情防控應急指揮部通報，合肥和合醫學檢驗實驗室、合肥諾為爾醫學檢驗實驗室在22日蜀山區區域核酸檢測中，因超能力承攬檢測業務、嚴重超過承諾時間出具檢測報告，影響合肥市對疫情形勢及時研判，且此前已多次發生類似情況，多次出具「假陽性」報告。當局決定對上述兩家實驗室給予警告，立即暫停兩家實驗室在合肥市範圍內的合作業務。当日安徽省报告新增确诊病例2例（池州市东至县1例、贵池区1例，其中东至县1例系已报告的无症状感染者转为确诊病例），新增无症状感染者14例（合肥市包河区1例，亳州市利辛县7例，阜阳市阜南县3例，淮南市田家庵区3例）。
4月24日，安徽省新增无症状感染者29例（合肥市包河区2例，亳州市利辛县14例，阜阳市颍上县4例、太和县1例，淮南市田家庵区5例，铜陵市义安区1例，池州市贵池区1例，安庆市望江县1例）。
4月25日，安徽省报告新增确诊病例1例（池州市贵池区，系已报告的无症状感染者转为确诊病例），新增无症状感染者10例（合肥市蜀山区3例，阜阳市颍上县1例、阜南县2例，淮南市田家庵区4例）。
4月26日，安徽省报告新增确诊病例1例（池州市贵池区），新增无症状感染者8例（亳州市利辛县6例，淮南市田家庵区2例）。
4月27日，安徽省新增无症状感染者15例（合肥市包河区1例，亳州市利辛县10例，宿州市埇桥区2例，芜湖市南陵县2例）。
4月28日，安徽省新增无症状感染者23例（亳州市利辛县21例，黄山市歙县2例）。
4月29日，安徽省新增无症状感染者19例（亳州市利辛县16例，淮南市田家庵区1例，芜湖市南陵县1例，黄山市祁门县1例）。
4月30日，安徽省新增无症状感染者9例（淮北市濉溪县1例，亳州市利辛县8例）。

### 2022年5月
5月2日，安徽省新增无症状感染者1例（淮北市濉溪县）。
5月3日，安徽省新增无症状感染者1例（淮南市田家庵区）。
5月6日，安徽省新增无症状感染者2例（宿州市埇桥区1例，铜陵市铜官区1例，均系省外返皖人员）。
5月10日，安徽省新增无症状感染者1例（铜陵市铜官区，系省外返皖人员）。
5月13日，黄山市徽州区在应检尽检人群的核酸检测中，发现一例核酸初筛呈阳性。该区随后实施静态管理，居民要严格做到“足不出户”，停止一切非必要流动和活动。
5月14日，安徽省新增无症状感染者7例（均在黄山市休宁县）。
5月15日，安徽省新增无症状感染者8例（安庆市望江县1例，系省外返皖人员；黄山市休宁县7例，均系隔离观察的密接者）。
5月16日，安徽省新增无症状感染者1例（宿州市灵璧县，系省外返皖人员）。
5月17日，安徽省新增无症状感染者15例（均在黄山市休宁县）。
5月18日，安徽省新增无症状感染者12例（均在黄山市休宁县）。
5月19日，安徽省新增无症状感染者6例（均在黄山市休宁县）。
5月20日，安徽省新增无症状感染者5例（均在黄山市休宁县）。
5月21日，安徽省新增无症状感染者4例（均在黄山市休宁县）。
5月22日，安徽省新增无症状感染者3例（均在黄山市休宁县）。
5月28日，安徽省新增无症状感染者1例（宣城市宣州区，系省外返皖人员）。
5月31日，安徽省新增无症状感染者1例（亳州市蒙城县，系省外返皖人员）。

### 2022年6月
6月26日，宿州市泗县在重点人群核酸检测中发现1例无症状感染者和2例初筛阳性。6月27日零时起，该地实施管控措施，全县静态管理、人员足不出户。
6月27日，合肥市在合肥火车站省外返回人员核酸检测中发现1名核酸检测结果异常人员。同日，濉溪县在省外返乡人员常规核酸检测中发现2例初筛阳性。当日安徽省新增无症状感染者6例（合肥市瑶海区1例，淮北市濉溪县2例，宿州市泗县3例）。
6月28日，安徽省新增无症状感染者15例（合肥市肥西县1例、蜀山区1例，宿州市泗县13例）。當天南京有4名阳性病例與泗县核酸阳性人员有關。
6月29日，泗县对全县所有住宅小区、村（社区）实施封控管理。当日安徽省报告新增确诊病例1例（境外输入），新增无症状感染者13例（均在宿州市泗县）。
6月30日，安徽省报告新增确诊病例9例（均在宿州市泗县），无新增疑似病例，新增无症状感染者98例（淮北市濉溪县3例，宿州市泗县95例）。當天起，泗县新增病例数量出现较大幅度增长。

### 2022年7月
7月1日，安徽省报告新增确诊病例34例（均在宿州市泗县），无新增疑似病例，新增无症状感染者101例（宿州市泗县100例，蚌埠市固镇县1例）。灵璧县全县实施足不出户管控措施。
7月2日，安徽省报告新增确诊病例61例（宿州市灵璧县1例、泗县60例），无新增疑似病例，新增无症状感染者231例（宿州市灵璧县3例、泗县228例）。
7月3日，安徽省报告新增确诊病例29例（均在宿州市泗县，其中1例系已报告的无症状感染者转为确诊病例），无新增疑似病例，新增无症状感染者258例（宿州市灵璧县30例、泗县227例、埇桥区1例）。
7月4日，泗县全县所有区域开展第七轮核酸检测。当日安徽省报告新增确诊病例52例（均在宿州市泗县，其中8例系已报告的无症状感染者转为确诊病例），无新增疑似病例，新增无症状感染者179例（宿州市灵璧县15例、泗县164例）。截至當天24时，泗县9天内已累计报告1021例感染者。
7月5日，泗县开展第八轮核酸检测。当日安徽省报告新增确诊病例81例（宿州市灵璧县6例、泗县75例，其中灵璧县2例、泗县32例系已报告的无症状感染者转为确诊病例），无新增疑似病例，新增无症状感染者141例（亳州市蒙城县1例，宿州市灵璧县13例、泗县126例，蚌埠市固镇县1例）。
7月6日，安徽省报告新增确诊病例39例（宿州市灵璧县3例、泗县36例，其中灵璧县1例、泗县8例系已报告的无症状感染者转为确诊病例），无新增疑似病例，新增无症状感染者128例（宿州市灵璧县2例、泗县126例）。
7月7日，泗县第九轮区域核酸检测结果顯示有3例社会面阳性感染者。当日安徽省报告新增确诊病例17例（宿州市灵璧县2例、泗县15例，其中3例系已报告的无症状感染者转为确诊病例），新增无症状感染者140例（宿州市灵璧县8例、泗县132例）。
7月8日，泗县第十轮区域核酸检测暫無筛查出社会面阳性感染者。当日安徽省报告新增确诊病例25例（宿州市灵璧县3例、泗县22例，其中4例系已报告的无症状感染者转为确诊病例），新增无症状感染者114例（宿州市灵璧县2例、泗县112例）。
7月9日，泗县开展第十二轮核酸检测。当日安徽省报告新增本土确诊病例11例（宿州市灵璧县1例、泗县10例，其中3例系已报告的无症状感染者转为确诊病例），新增本土无症状感染者71例（宿州市泗县），无社会面新增。新增境外输入确诊病例1例。
7月10日，安徽省报告新增本土确诊病例9例、新增本土无症状感染者71例（均在宿州市泗县）。
7月11日，安徽省报告新增本土确诊病例5例（宿州市泗县），新增本土无症状感染者19例（宿州市泗县）。
7月12日，安徽省报告新增本土确诊病例7例（宿州市泗县，其中2例系已报告的无症状感染者转为确诊病例），新增本土无症状感染者3例（宿州市泗县）。泗县已连续五天保持社会面清零。
7月13日，安徽省报告无新增确诊病例，无新增无症状感染者，为本轮疫情以来无本土新增。
7月14日，安徽怀远县出現151例初筛阳性人员，全县已实施封闭管理。
7月15日，安徽省报告新增本土确诊病例16例（蚌埠市怀远县15例、禹会区1例），新增本土无症状感染者139例（蚌埠市怀远县135例、禹会区4例)）。其中，蚌埠市怀远县单日共新增感染者150例。
7月16日，安徽省报告新增本土确诊病例5例（蚌埠市怀远县4例、淮上区1例），新增本土无症状感染者42例（蚌埠市怀远县40例、禹会区2例）。
7月17日，安徽省报告新增本土确诊病例3例（蚌埠市怀远县），新增本土无症状感染者52例（蚌埠市怀远县46例、禹会区6例）。
7月18日，安徽省报告新增本土确诊病例6例（蚌埠市怀远县，其中1例系已报告的无症状感染者转为确诊病例），新增本土无症状感染者73例（亳州市利辛县5例，蚌埠市怀远县66例、禹会区2例）。
7月19日，安徽省报告新增本土确诊病例4例（蚌埠市怀远县），新增本土无症状感染者79例（亳州市涡阳县1例、利辛县5例，宿州市埇桥区2例，蚌埠市怀远县69例、禹会区2例）。
7月20日，安徽省报告新增本土确诊病例7例（蚌埠市怀远县，其中1例系已报告的无症状感染者转为确诊病例），新增本土无症状感染者77例（亳州市涡阳县2例、利辛县2例，宿州市埇桥区5例，蚌埠市怀远县65例、禹会区3例）。
7月21日，安徽省报告新增本土确诊病例8例（蚌埠市怀远县，其中1例系已报告的无症状感染者转为确诊病例），新增本土无症状感染者44例（亳州市涡阳县2例，宿州市埇桥区3例，蚌埠市怀远县39例），均在隔离管控中发现。
7月22日，安徽省报告新增本土确诊病例7例（宿州市埇桥区1例，系已报告的无症状感染者转为确诊病例，蚌埠市怀远县6例），新增本土无症状感染者16例（蚌埠市怀远县），均在隔离管控中发现。
7月23日，安徽省新增本土无症状感染者11例（宿州市埇桥区7例，蚌埠市怀远县4例）。
7月24日，安徽省报告新增确诊病例2例（宿州市埇桥区1例，系已报告的无症状感染者转为确诊病例，蚌埠市蚌山区1例），新增本土无症状感染者3例（宿州市埇桥区）。
7月26日，安徽省新增本土无症状感染者2例（宿州市埇桥区）。
7月27日，安徽省新增本土无症状感染者3例（宿州市埇桥区2例，蚌埠市蚌山区1例）。
7月28日，安徽省新增本土无症状感染者1例（蚌埠市蚌山区），在隔离管控中发现。

### 2022年8月
8月4日，涡阳县在对浙江省义乌市返回人员例行核酸检测时，发现2人初筛阳性，均已经转运至定点医院隔离观察。
8月8日，安徽省新增无症状感染者1例（亳州市谯城区），在隔离管控中发现。
8月9日，安徽省新增无症状感染者2例（亳州市谯城区），均在隔离管控中发现。
8月13日，安徽省新增无症状感染者1例（阜阳市太和县，系省外返皖人员）。
8月21日，安徽省报告新增确诊病例1例（安庆市怀宁县），新增无症状感染者4例（安庆市怀宁县），均系省外返乡及其密接关联人员。
8月22日，安徽省新增无症状感染者8例（安庆市怀宁县），均在隔离管控中发现。同日晚，合肥高新区在集贤路高速道口省外返肥重点人员核酸筛查中发现，徐某某核酸检测初筛结果异常，经市疾控中心复核确认阳性。该人员自西藏拉萨出发返回合肥。
8月23日，安徽省报告新增确诊病例1例（安庆市怀宁县、在隔密接人员），新增无症状感染者6例（合肥市蜀山区1例、省外返皖人员，安庆市怀宁县5例、在隔密接人员）。
8月26日，安徽省新增无症状感染者1例（淮北市杜集区，省外来皖人员）。
8月28日，安徽省新增无症状感染者1例（宿州市砀山县，省外返回人员）。
8月29日，安徽省新增无症状感染者1例（合肥市瑶海区，省外来皖人员）。
8月31日，安徽省新增无症状感染者1例（宿州市埇桥区，省外来皖人员）。

### 2022年9月
9月3日，接省外协查通报，2名阳性人员近期活动轨迹涉及滁州市。截至2022年9月4日13时，共在省外来滁务工人员中发现13例核酸检测阳性人员，经专家组复核均为无症状感染者。9月4日6时起，滁州在主城区实行临时性管控措施。
9月5日，安徽省新增无症状感染者4例（滁州市琅琊区3例，在隔密接人员；宣城市宣州区1例，省外来皖人员）。
9月6日，安徽省新增无症状感染者1例（滁州市凤阳县）。
9月15日，安徽省新增无症状感染者1例（亳州市谯城区，省外返皖人员）。
9月22日，安徽省新增无症状感染者1例（阜阳市太和县，省外返乡人员）。
9月23日，安徽省新增无症状感染者1例（阜阳市颍州区，省外返乡人员）。
9月24日，安徽省新增无症状感染者3例（阜阳市太和县，省外返乡人员）。
9月25日，安徽省新增无症状感染者1例（阜阳市颍州区，在隔密接人员）。
9月26日，安徽省新增无症状感染者1例（阜阳市界首市，在隔密接人员）。
9月27日，安徽省新增无症状感染者1例（亳州市利辛县，返乡密接人员）。
9月28日，安徽省新增无症状感染者5例（阜阳市颍州区2例、界首市2例，均为在隔密接人员；六安市霍邱县1例，省外返乡人员）。当日起阜阳市区采取临时管控措施，开展连续三轮社会面区域核酸检测，截至9月30日已完成连续三轮区域核酸检测，结果均为阴性。
9月29日，安徽省新增无症状感染者7例（合肥市瑶海区1例、包河区1例，阜阳市颍州区3例、界首市1例，芜湖市鸠江区1例，均为在隔密接人员）。
9月30日，安徽省新增无症状感染者2例（芜湖市鸠江区，省外来皖人员）。

### 2022年10月
10月1日，安徽省新增无症状感染者5例（合肥市肥东县1例，滁州市凤阳县2例，均为省外返皖人员；芜湖市鸠江区1例，安庆市太湖县1例，均为在隔密接人员）。
10月2日，安徽省新增无症状感染者4例（宿州市埇桥区2例，省外返皖人员；阜阳市颍州区2例，在隔密接人员）。
10月3日，安徽省报告新增确诊病例1例（安庆市望江县，省外返皖人员），新增无症状感染者5例（合肥市肥东县1例、长丰县1例，蚌埠市龙子湖区1例、蚌山区1例，安庆市望江县1例，均为省外返皖人员）。
10月4日上午6时至12时，阜阳市区再次开展区域核酸检测。当日安徽省报告新增确诊病例1例（蚌埠市蚌山区，省外返皖人员），新增无症状感染者4例（合肥市庐江县1例，蚌埠市龙子湖区2例，芜湖市鸠江区1例，均为省外返皖人员）。
10月5日，安徽省新增无症状感染者7例（合肥市庐阳区1例，蚌埠市龙子湖区3例，阜阳市太和县2例，滁州市来安县1例，均为省外返皖人员）。
10月6日，安徽省报告新增确诊病例1例（安庆市桐城市，省外返皖人员），新增无症状感染者6例（宿州市灵璧县1例，蚌埠市禹会区1例，马鞍山市当涂县1例，安庆市桐城市3例，均为省外返皖人员）。
10月7日，安徽省新增无症状感染者9例（宿州市埇桥区1例、萧县2例，蚌埠市龙子湖区1例、蚌山区1例，阜阳市太和县3例，芜湖市镜湖区1例。太和县2例系重点人员检测发现，其余均为省外返皖人员）。
10月8日，安徽省报告新增确诊病例1例（阜阳市太和县，密接人员筛查发现），新增无症状感染者22例（合肥市肥东县1例，风险人员排查发现；合肥市庐阳区1例、蜀山区1例，亳州市利辛县1例，宿州市埇桥区1例，蚌埠市怀远县2例，均为省外返皖人员；阜阳市太和县15例，密接人员筛查发现）。
10月9日，安徽省新增无症状感染者41例（合肥市瑶海区1例，市外返乡人员；宿州市埇桥区3例，重点人员筛查发现；阜阳市太和县28例，其中25例为在隔密接人员，2例居家健康监测发现，1例社区筛查发现；蚌埠市怀远县1例、蚌山区3例、禹会区3例，铜陵市铜官区2例，均为省外来皖人员）。
10月10日，安徽省报告新增确诊病例1例（阜阳市太和县，在隔密接人员），新增无症状感染者20例（合肥市瑶海区1例、宿州市埇桥区1例、蚌埠市怀远县1例、阜阳市太和县10例、铜陵市铜官区1例，均为在隔密接人员；合肥市蜀山区1例，省外返乡；亳州市利辛县2例、芜湖市弋江区1例，市外返乡；合肥市肥西县1例、阜阳市颍泉区1例，重点人群排查发现）。
10月11日，安徽省报告新增无症状感染者26例（合肥市瑶海区3例、蜀山区1例，宿州市埇桥区3例，蚌埠市禹会区1例，阜阳市太和县14例、颍州区1例、颍泉区2例，安庆市桐城市1例。其中，蚌埠市禹会区1例、桐城市1例为省外返乡人员，阜阳市颍泉区2例为区域协查发现，其余均为在隔密接人员）。
10月12日，安徽省报告新增确诊病例1例（阜阳市太和县，系已报告的无症状感染者转为确诊病例），新增无症状感染者23例（合肥市瑶海区2例、蜀山区1例，宿州市埇桥区3例，蚌埠市禹会区2例，阜阳市太和县9例、颍泉区4例，铜陵市铜官区1例，均为在隔密接人员；阜阳市颍上县1例，为省外返乡人员）。
10月13日，安徽省新增无症状感染者42例（合肥市庐江县1例、瑶海区1例，宿州市埇桥区2例，阜阳市太和县34例、颍州区3例、颍泉区1例，其中，颍州区3例系重点人群筛查发现，其余均为在隔密接人员）。
10月14日，安徽省新增无症状感染者22例（合肥市蜀山区1例、包河区1例，宿州市埇桥区1例，蚌埠市龙子湖区1例、禹会区2例，阜阳市太和县12例、颍州区2例，六安市金寨县1例，马鞍山市博望区1例。其中，马鞍山市博望区1例系省外返皖人员，合肥市2例系重点人群筛查发现，其他均为在隔密接人员）。
10月15日，安徽省报告新增确诊病例1例（阜阳市太和县，在隔密接人员），新增无症状感染者19例（合肥市瑶海区1例、蜀山区4例，淮北市濉溪县1例，亳州市蒙城县1例，蚌埠市龙子湖区3例、蚌山区1例，阜阳市太和县8例。其中，合肥市瑶海区1例系省外返皖人员，蜀山区3例、蒙城县1例系重点人群筛查发现，其余均为在隔密接人员）。
10月16日，安徽省报告新增确诊病例1例（阜阳市太和县，在隔密接人员），新增无症状感染者9例（合肥市瑶海区1例、蜀山区1例，阜阳市太和县6例，六安市金寨县1例。其中，合肥市蜀山区1例系省外返皖人员，其余均为在隔密接人员）。
10月17日，安徽省新增无症状感染者6例（合肥市瑶海区1例、蜀山区1例，亳州市蒙城县1例、利辛县1例，芜湖市无为市1例、南陵县1例，其中，芜湖市2例为省外返皖人员，亳州市利辛县1例为重点人群筛查发现，其余3例为在隔密接人员）。
10月18日，安徽省新增无症状感染者3例（合肥市瑶海区1例，系重点人员筛查发现，包河区1例，在隔密接人员；芜湖市南陵县1例，省外来皖人员）。
10月19日，安徽省新增无症状感染者5例（合肥市瑶海区3例，其中1例为在隔密接人员，1例为重点人员筛查发现，1例为社区筛查发现；芜湖市无为市1例、南陵县1例，均为省外返皖人员）。
10月20日，安徽省新增无症状感染者9例（合肥市肥西县2例、瑶海区4例、蜀山区2例，均在隔离筛查中发现；芜湖市南陵县1例，省外返皖人员）。
10月21日，安徽省新增无症状感染者8例（合肥市瑶海区4例、庐阳区1例、蜀山区1例，亳州市利辛县2例。其中，合肥市蜀山区1例系重点人员筛查发现，其余均在隔离筛查中发现）。
10月22日，安徽省报告新增确诊病例5例（合肥市瑶海区2例、蜀山区3例。其中，瑶海区2例系已报告的无症状感染者转为确诊病例），新增无症状感染者6例（合肥市瑶海区4例、蜀山区2例）。上述感染者，除蜀山区1例系重点人员筛查发现，其余均在隔离筛查中发现。
10月23日，安徽省报告新增确诊病例6例（合肥市瑶海区4例、蜀山区2例），新增无症状感染者17例（合肥市肥西县1例、瑶海区5例、庐阳区3例、蜀山区3例、包河区3例，阜阳市太和县2例）。上述感染者中，合肥市蜀山区1例、包河区1例、阜阳市太和县2例系重点人员筛查发现，其余均在隔离筛查中发现。
10月24日，安徽省报告新增确诊病例2例（合肥市瑶海区），新增无症状感染者13例（合肥市瑶海区8例、蜀山区5例）。上述感染者中，除合肥市蜀山区1例系重点人员筛查发现，其余均在隔离筛查中发现。
10月25日，安徽省报告新增确诊病例3例（合肥市瑶海区），新增无症状感染者8例（合肥市瑶海区7例、庐阳区1例），均在隔离筛查中发现。
10月26日，安徽省报告新增确诊病例3例（合肥市瑶海区），新增无症状感染者9例（合肥市肥东县2例、瑶海区5例、庐阳区1例，亳州市利辛县1例）。上述感染者中，除合肥市肥东县2例、亳州市利辛县1例系重点人员筛查发现，其余均为在隔人员。
10月27日，安徽省报告新增确诊病例2例（合肥市瑶海区1例、包河区1例），新增无症状感染者7例（合肥市瑶海区5例、庐阳区1例、包河区1例）。上述感染者中，除合肥市庐阳区1例、包河区2例系重点人员筛查发现，其余均为在隔人员。
10月28日，安徽省报告新增确诊病例2例（合肥市瑶海区），新增无症状感染者9例（合肥市瑶海区1例、庐阳区2例、包河区2例，阜阳市临泉县3例，马鞍山市博望区1例）。上述感染者中，除合肥市包河区2例、阜阳市临泉县3例系重点人员筛查发现，马鞍山市博望区1例系协查密接人员，其余均为在隔人员。
10月29日，安徽省新增无症状感染者6例（合肥市长丰县1例、瑶海区1例、庐阳区2例、包河区2例，其中包河区2例系重点人员筛查发现，其余均为在隔人员）。
10月30日，安徽省新增无症状感染者6例（合肥市肥西县2例、庐阳区1例、包河区2例，亳州市谯城区1例，其中合肥市肥西县1例、庐阳区1例系重点人员筛查发现，亳州市谯城区1例为省外返皖人员，其余均为在隔人员）。

### 2022年11月
11月6日起，合肥全市全部恢复堂食服务。恢复堂食的各餐饮经营单位，暂不承接30人以上婚宴、宴会等规模性聚餐活动；进店顾客要扫场所码，出示安康码、行程卡和24小时核酸采样报告；落实预约、50%限流、餐桌间距不少于1米等措施。

### 2022年12月
12月28日，安徽新增1例本土死亡病例。

## 资料
- 2020年2月12日，探访安徽新冠肺炎治愈者：生活安心邻居放心
- 2020年3月5日，安徽医科大学学生化身“老师” 线上辅导一线医务人员子女
- 2020年3月18日，安徽医科大学第一附属医院专家通过5G视频连线，助力南苏丹疫情防控
- 2020年4月12日，安徽中国科学技术大学附属第一医院远程会诊中心专家远程连线巴基斯坦、英国、瑞典医院，分享中国抗疫经验